# Radiostyrd bilsport
Radiostyrd bilsport (RB) är en bilsport med radiostyrda modellbilar. I sporten finns två grenar, Track och Offroad.
Radiostyrd bilsport organiseras i Sverige genom Svenska Bilsportförbundet (SBF)

## Grenar
- Off road. Dessa är tävlingar som utförs i olika klasser beroende på skala. Banorna liknar ofta BMXbanor och ställer höga krav på förares skicklighet och ekipagens hållbarhet.
- On Road. Dessa tävlingar äger ofta rum på asfaltsbanor och liknar BTCC och STCC, men med mindre bilar (ofta i skalan 1:10). Hastigheterna är här mycket högre än i Off road.
- Dirt track eller Dirt oval. Här används mycket speciellt byggda fordon som till utseendet mycket liknar så kallade Sprint cars.
- Rock crawling är en gren som tagit fart på senare år, och precis som i fullskalevarianten gäller det att med ett fordon navigera en hinderbana på så kort tid och med så få straffpoäng som möjligt.
- Drag racing använder sig av modeller som är mycket lika fullskalebilarna och även accelererar mycket snabbt (0 - 100 km/h på 2 sekunder).
- Rc drifting är baserad på den riktiga sporten drifting.